# Esiliiga 2000
L'edizione 2000 fu la 10ª edizione dell'Esiliiga. Vide la vittoria finale del FC Maardu.

## Formula
Le 8 squadre partecipanti disputarono il campionato incontrandosi in due gironi di andata e e due di ritorno, per un totale di 28 giornate. Erano previsti una promozione diretta, un play-off spareggio con la penultima (settima) di Meistriliiga e un play-out.

## Squadre partecipanti
| Club           | Città    | Stagione precedente                            |
| -------------- | -------- | ---------------------------------------------- |
| Dünamo Tallinn | Tallinn  | 1º nel girone Nord/Est di II Liiga             |
| FC Lelle       | Lelle    | 7º posto                                       |
| Maardu         | Maardu   | 6º posto                                       |
| MC Tallinn     | Tallinn  | 5º posto                                       |
| Merkuur Tartu  | Tartu    | 1º nel girone Sud/Ovest di II Liiga            |
| Muhumaa        | Muhu     | Squadra di nuova fondazione                    |
| Tervis Pärnu   | Pärnu    | 3º nel girone Sud/Ovest di II Liiga, ripescato |
| Viljandi       | Viljandi | Squadra di nuova fondazione                    |

## Classifica finale
|  | Pos. | Squadra        | Pt | G  | V  | N | P  | GF  | GS  | DR   |
|  | ---- | -------------- | -- | -- | -- | - | -- | --- | --- | ---- |
|  | 1    | Maardu         | 81 | 28 | 27 | 0 | 1  | 147 | 21  | +126 |
|  | 2    | Tervis Pärnu   | 51 | 28 | 16 | 3 | 9  | 63  | 34  | +29  |
|  | 3    | Viljandi       | 40 | 28 | 12 | 4 | 12 | 31  | 46  | -15  |
|  | 4    | MC Tallinn     | 38 | 28 | 11 | 5 | 12 | 63  | 49  | +14  |
|  | 5    | Dünamo Tallinn | 35 | 28 | 11 | 2 | 15 | 61  | 72  | -11  |
|  | 6    | Merkuur Tartu  | 34 | 28 | 9  | 7 | 12 | 42  | 62  | -20  |
|  | 7    | Muhumaa        | 27 | 28 | 8  | 3 | 17 | 35  | 79  | -44  |
|  | 8    | FC Lelle       | 16 | 28 | 4  | 4 | 20 | 31  | 110 | -79  |

### Spareggio promozione/retrocessione per Meistriliiga
| 5 novembre 2000 | Tervis Pärnu | – | Kuressaare |  |

| 11 novembre 2000 | Kuressaare | – | Tervis Pärnu |  |

*Tervis ritirato a causa dell'indisponibilità di giocatori attivi per la nazionale estone under-18.

### Spareggio promozione/retrocessione per Esiliiga
Non disputati.

### Verdetti
- Maardu promosso in Meistriliiga 2001.[1]
- Muhumaa e FC Lelle retrocessi in II Liiga.
- Dünamo Tallinn rinuncia all'iscrizione in Esiliiga e riparte dalla II Liiga.
- MC Tallinn rinuncia all'iscrizione in Esiliiga e riparte dalla III Liiga.
- Viljandi cede il titolo sportivo e diventa  Elva.